# 八戸市立市川中学校
八戸市立市川中学校（はちのへしりついちかわちゅうがっこう）は、青森県八戸市大字市川町にある公立中学校。

## 沿革
- 1951年（昭和26年）
  - 3月31日 - 市川村立轟木中学校・市川村立多賀中学校が閉校する。
  - 4月1日 - 轟木小学校・多賀小学校校舎に併設のまま[1]、市川村立市川中学校として発足。
  - 4月9日 - 開校[1]。
  - 9月15日 - 新校舎竣工[1]。
- 1952年（昭和27年）
  - 8月29日 - 講堂竣工[1]。
  - 11月16日 - 校旗樹立[1]。
- 1955年（昭和30年）4月1日 - 市川村の八戸市への合併により、八戸市立市川中学校と改称。
- 1956年（昭和31年）4月30日 - 西校舎竣工[1]。
- 1957年（昭和32年）11月23日 - 校歌を制定する。
- 1961年（昭和36年）8月26日 - 北校舎増築竣工[1]。
- 1967年（昭和42年）2月20日 - 特別教室竣工[1]。
- 1981年（昭和56年）11月21日 - 創立30周年記念式典並びに増築校舎落成式を挙行。
- 2000年（平成12年）
  - 7月30日 - 創立50周年記念市川地区大運動会開催。
  - 11月7日 - 創立50周年記念式典並びに祝賀会を挙行。
- 2010年（平成22年）11月11日 - 創立60周年記念式典挙行し、祝賀会開催。
- 2020年（令和2年）11月13日 - 創立70周年記念式典挙行。ただし、新型コロナウイルス完成拡大の影響で、14時から図書室にて、来賓出席自粛を含む、大幅な規模縮小の上で行われた[2]。

## 生徒数
- 2023年（令和5年）時点

| 学年 | 1年 | 2年 | 3年 | 特別支援  | 合計 |
| ---- | --- | --- | --- | --------- | ---- |
| 学級 | 3   | 3   | 3   | 3         | 12   |
| 生徒 | 92  | 93  | 94  | (12) 内数 | 279  |

### この節の出典
- Gaccom八戸市立市川中学校（生徒数）

## 通学区域
八戸市立桔梗野小学校
- 桔梗野1区から10区
- 松ヶ丘
- 松ヶ丘ニュータウン
- 陸奥市川

八戸市立轟木小学校
- 古場蔵
- 新和
- 尻引
- 向谷地
- 轟木上・下

八戸市立多賀小学校
- 市川上・下
- 中平
- 古館
- 大谷地
- 橋向北・南

八戸市立多賀台小学校
- 多賀台1丁目から3丁目、4丁目東・西
- 多賀台ヒルズ
- 三菱製紙社宅
- 高屋敷
- 高森

## アクセス
- 八戸市営バス
  - 「市川中学校前」バス停下車。
    - 「C5」系統・中心街方面行、「K68」系統・多賀台団地行。
    - ただし、「C5」系統は平日夕方2本、「K68」系統は平日朝7時台の3本のみの運行。

  - 「赤畑」バス停（国道45号線上）から、徒歩約460m・約8分。
    - 「C5」・「P8」・「S30」（中心街方面）、「F1」・「C30」・「K68」（郊外方面）の各系統を利用。本数はこちらのバス停の方が多い。

## 周辺
- 特別養護老人ホーム寿楽荘
- 市川市民サービスセンター
- 市川土地改良区
- 国道45号